# Гемптон (Небраска)
Гемптон (англ. Hampton) — селище (англ. village) в США, в окрузі Гамільтон штату Небраска. Населення — 432 особи (2020).

## Географія
Гемптон розташований за координатами 40°52′52″ пн. ш. 97°53′15″ зх. д. / 40.88111° пн. ш. 97.88750° зх. д. (40.881115, -97.887535).  За даними Бюро перепису населення США в 2010 році селище мало площу 0,90 км², уся площа — суходіл.

## Демографія
Згідно з переписом 2010 року, у селищі мешкали 423 особи в 176 домогосподарствах у складі 130 родин. Густота населення становила 472 особи/км².  Було 190 помешкань (212/км²).
Расовий склад населення:
| - 97,4 % — білих - 0,9 % — азіатів |

До двох чи більше рас належало 1,7 %. Частка іспаномовних становила 1,9 % від усіх жителів.
За віковим діапазоном населення розподілялося таким чином: 22,7 % — особи молодші 18 років, 59,1 % — особи у віці 18—64 років, 18,2 % — особи у віці 65 років та старші. Медіана віку мешканця становила 45,5 року. На 100 осіб жіночої статі у селищі припадало 102,4 чоловіків;  на 100 жінок у віці від 18 років та старших — 105,7 чоловіків також старших 18 років.
Середній дохід на одне домашнє господарство  становив 63 159 доларів США (медіана — 55 893), а середній дохід на одну сім'ю — 71 944 долари (медіана — 62 813). Медіана доходів становила 37 000 доларів для чоловіків та 29 107 доларів для жінок. За межею бідності перебувало 4,8 % осіб, у тому числі 0,0 % дітей у віці до 18 років та 1,2 % осіб у віці 65 років та старших.
Цивільне працевлаштоване населення становило 265 осіб. Основні галузі зайнятості: роздрібна торгівля — 17,4 %, освіта, охорона здоров'я та соціальна допомога — 14,3 %, виробництво — 14,0 %.